# Myrtrupial
Myrtrupial (Euphagus carolinus) är en hotad nordamerikansk tätting, den mest nordligt förekommande i familjen trupialer inom ordningen tättingar.

## Kännetecken

### Utseende
Myrtrupialen är en medelstor (21-25 cm) trupial med förhållandevis tunn, något nedåtböjd näbb, medellång stjärt och i alla dräkter ljusa ögon. Hane i häckningsdräkt är glansigt svart med grönaktig glans. Efter ruggningen på hösten syns rostfärgade fjäderspetsar och ett beigefärgat ögonbrynsstreck. Honan är lik hanen i vinterdräkt, men är ljusare med grå övergump. Den är mycket lik nära släktingen prärietrupialen, men denna har något kraftigare näbb och har tydligare purpurglans. Hona och hane i vinterdräkt är mer enhetligt gråbruna med vanligen mörka ögon.

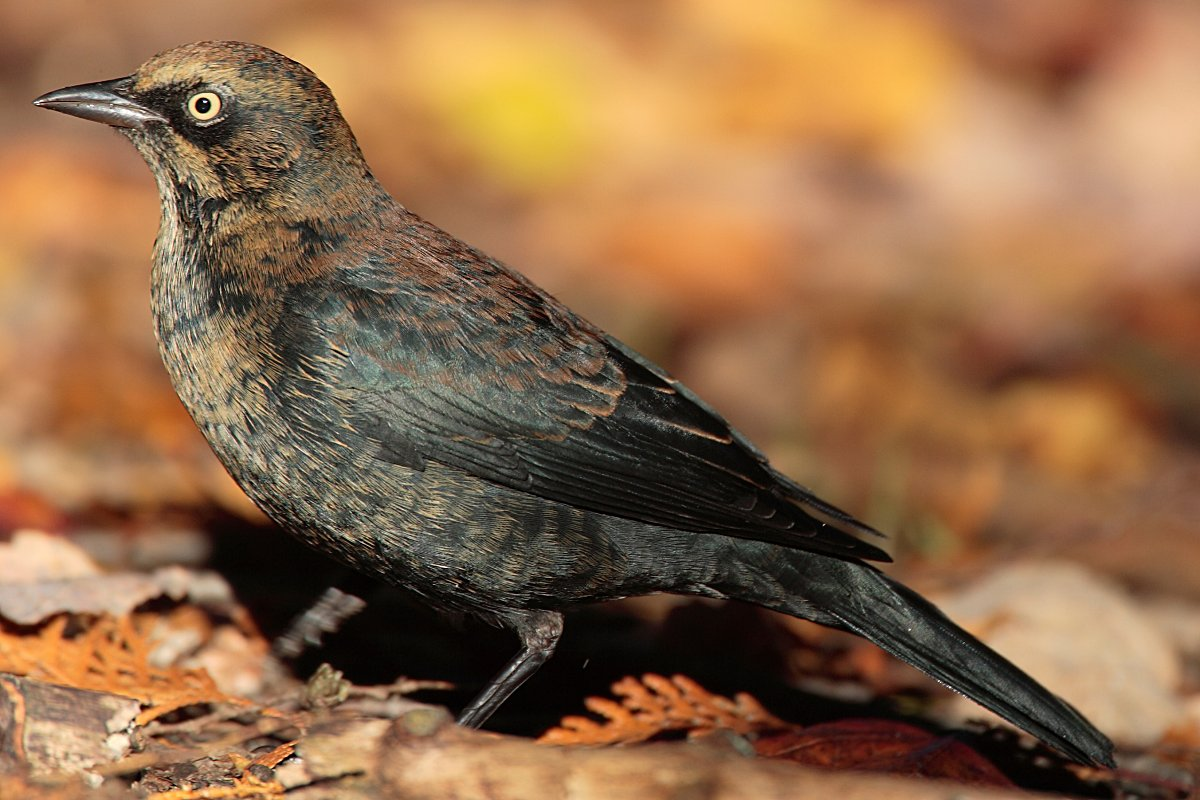
I vinterdräkt.

### Läten
Sången består av ett mjukt gurglande ljud följt av en hög och tunn vissling, ofta liknat vid en rostig, gnisslande grind. Lätet är ett hård "chek".

## Utbredning och systematik
Myrtrupial delas in i två underarter med följande utbredning:
- Euphagus carolinus carolinus – häckar från norra Alaska och norra Yukon till nordöstra USA, flyttar till östra och sydöstra USA, ibland till Mexiko
- Euphagus carolinus nigrans – häckar i Newfoundland, Îles de la Madeleine och Nova Scotia, flyttar till Georgia

Tillfälligt har den påträffats på Grönland, i Mexiko och i nordöstra Ryssland (två fynd i Tjuktjien 1913 och 1989 samt ett i Kamtjatka 2014). Två gamla fynd föreligger även från Storbritannien, dels i Wales i oktober 1881 och ett i juli-augusti 1938 i London, men inga av dessa fåglar anses ha nått dit på naturlig väg.

## Levnadssätt
Myrtrupialen häckar i skogar med inslag av sankmarker, myrar och bäverdammar. Vintertid hittas den i träsk, översvämmade skogar och vid dammkanter. Den ses födosöka på marken, ofta i småflockar, där den vänder på löv och kvistar eller vadar i vatten. Födan består mestadels av insekter sommartid, under vintern huvudsakligen ekollon, tallfrön och frukt. Den har också setts äta på fåglar som sparvar, vandringstrastar, beckasiner och andra.

### Häckning
Myrtrupialen bygger ett rätt voluminöst bo som placeras i träd och buskar nära vatten. Boet består av ett yttre lager av kvistar, gräs och lavar, vari den lägger ruttnande, blött växtmaterial som får torka och hårdna. Den lägger tre till sex blågröna till ljusgrå ägg med bruna fläckar.

## Status
Myrtrupialen har ett stort utbredningsområde och en världspopulation på mellan 200 000 och två miljoner häckande individer. Den minskar dock mycket kraftigt i antal, mellan 1966 och 2014 med hela 89 %. Internationella naturvårdsunionen IUCN kategoriserar den därför som sårbar.
Varför den minskar är oklart, men en möjlig bidragande faktor är habitatförlust genom utdikning, avverkning och omvandling till jordbruksbygd, framför allt i sydöstra USA där 80% av världspopulationen övervintrar. Även den historiskt hårda jakten på amerikansk bäver kan ligga bakom genom att färre bäverdammar förändrat levnadsmiljön för myrtrupialen. I nordöstra Nordamerika har också myrtrupialer med ovanligt hög halt av kvicksilver påträffats.